# 榎戸駅 (千葉県)

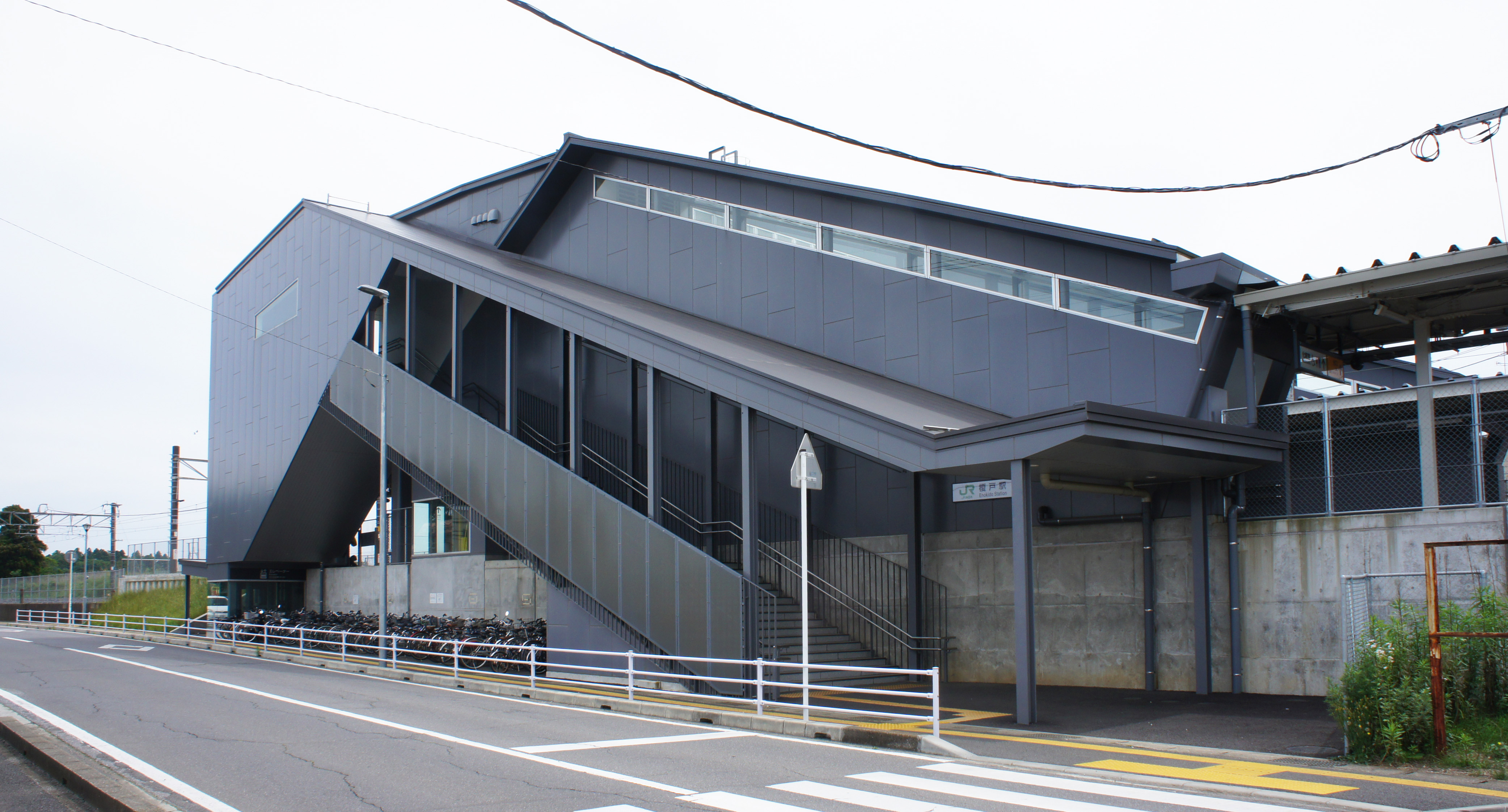
東口（2021年5月）

榎戸駅（えのきどえき）は、千葉県八街市榎戸にある、東日本旅客鉄道（JR東日本）総武本線の駅である。

## 歴史
- 1958年（昭和33年）4月1日：日本国有鉄道の駅として開業[1][2]。気動車の旅客のみ取扱う駅員無配置駅[3]。
- 1974年（昭和49年）：佐倉 - 銚子間電化に伴い2面2線化[1]。
- 1987年（昭和62年）4月1日：国鉄分割民営化に伴い、東日本旅客鉄道（JR東日本）の駅となる[4]。
- 1997年（平成9年）7月1日：業務委託により有人化[1]。
- 2001年（平成13年）11月18日：ICカード「Suica」の利用が可能となる[広報 1]。
- 2019年（平成31年）1月21日：新駅舎及び東西自由通路の供用を開始[5]。

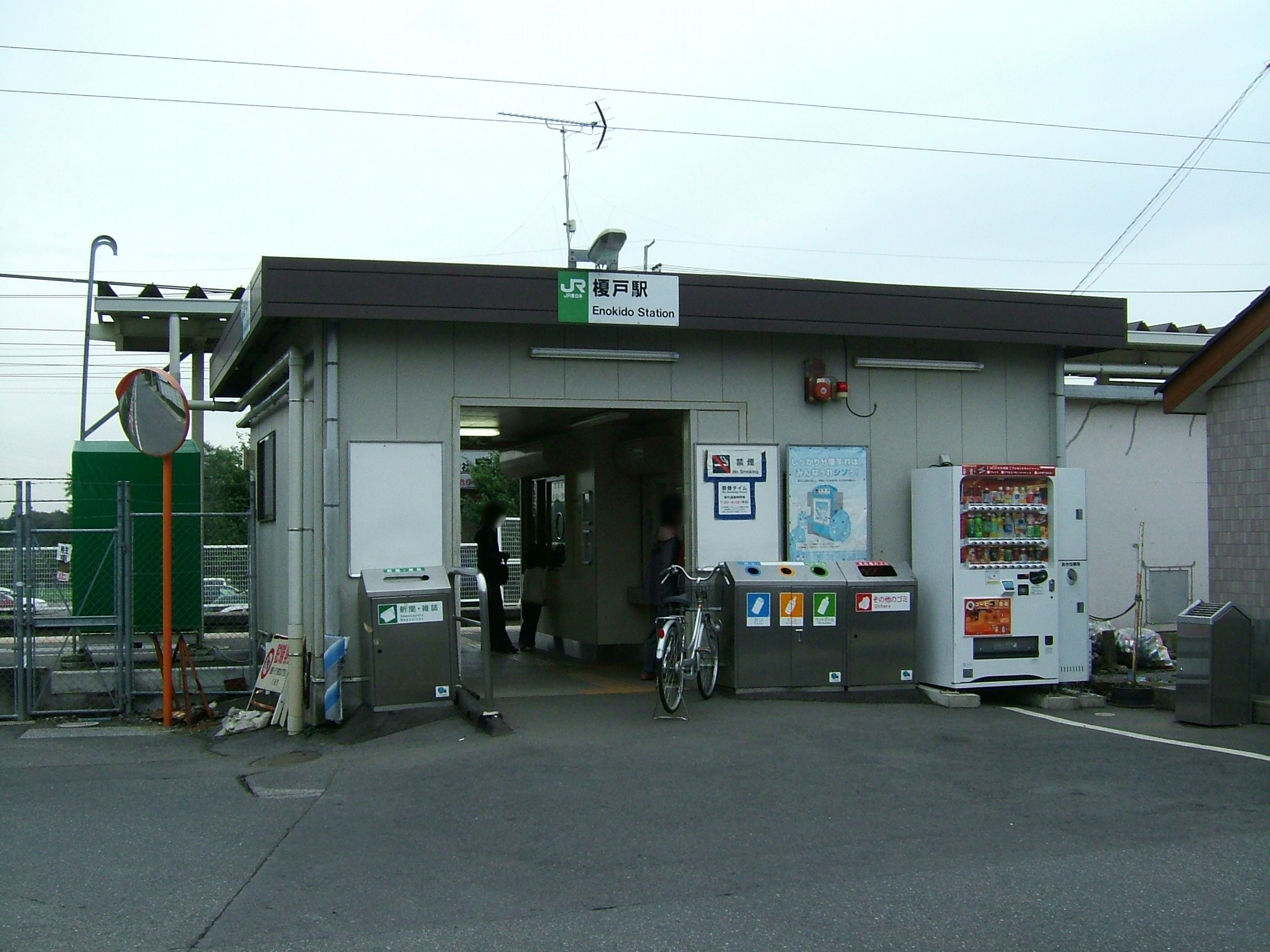
旧駅舎（2008年10月）
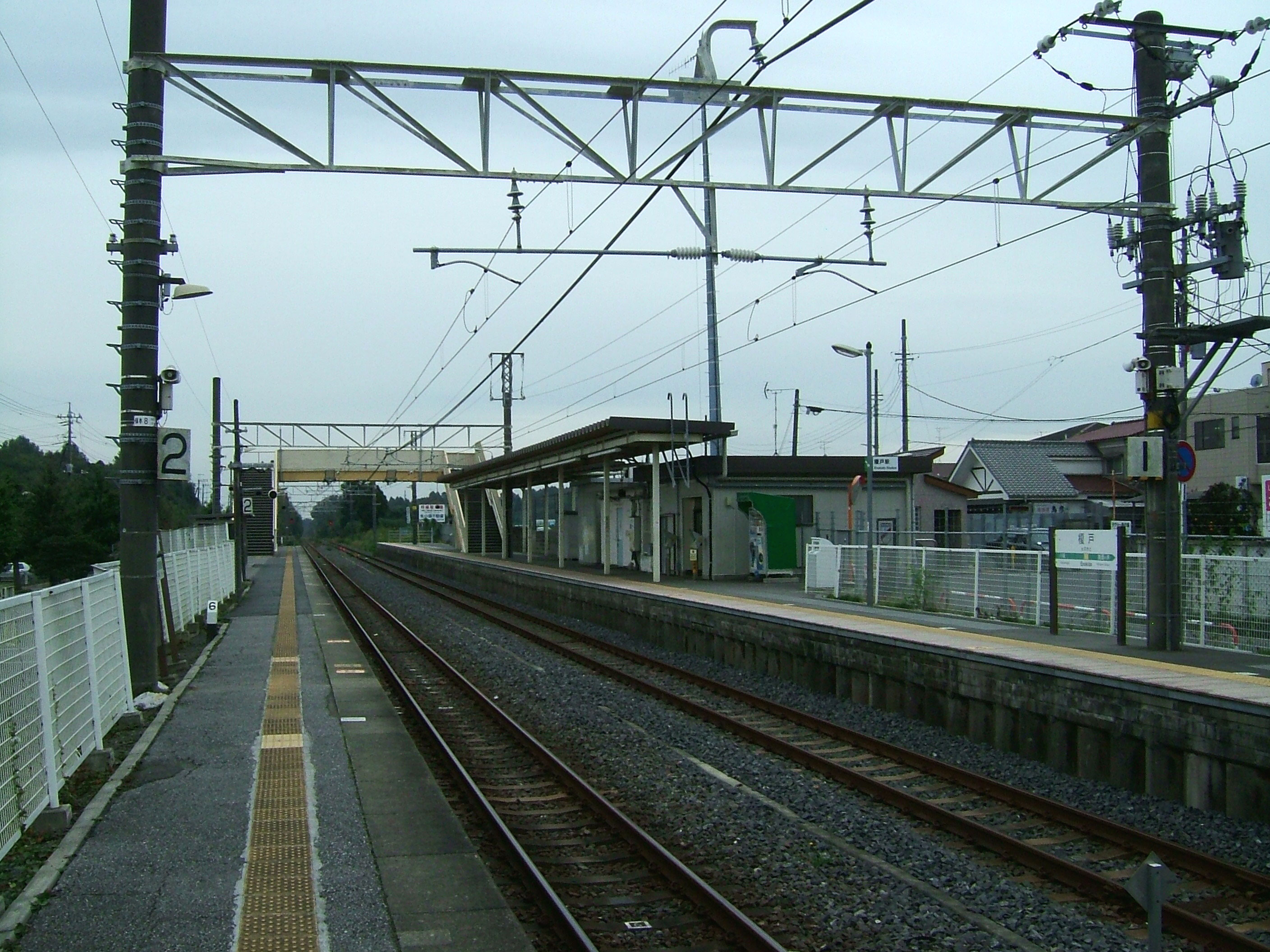
橋上化前の駅ホーム（2008年10月）

## 駅構造
相対式ホーム2面2線を持つ橋上駅。以前はプレハブの駅舎が西側に置かれ、ホームは跨線橋で連絡していたが、2019年に完成した新駅舎により橋上駅となり、東西自由通路と上下ホームそれぞれにエレベーターが設置された。既存の跨線橋を撤去するため、橋上駅舎の改札内コンコースを先に完成させ、2017年9月頃から橋上駅舎供用開始まで跨線橋として使用していた。
トイレは西口階段下に多機能トイレを併設したものが設置されているが、駅前広場側からは入ることができるものの、ホーム側から入ることはできない。
成田統括センター(佐倉駅)管理の業務委託駅で、JR東日本ステーションサービスが駅業務を受託、自動券売機、簡易Suica改札機、乗車駅証明書発行機が設置されている。一部時間帯は駅員不在となる。

### のりば
| 番線 | 路線      | 方向 | 行先                 |
| ---- | --------- | ---- | -------------------- |
| 1    | ■総武本線 | 上り | 佐倉・千葉・東京方面 |
| 2    | ■総武本線 | 下り | 成東・銚子方面       |

（出典：JR東日本:駅構内図）
- 信号設備上、1・2番線いずれも両方面からの到着及び出発が可能である。このことから非常時に折り返し列車が設定されることがある。
- 1番線側が一線スルー構造となっているが、信号設備上では下り本線は2番線であり、通過列車も含め下り列車は基本的に2番線側を通行する。
- ホームは8両編成までに対応するが[1]、線路有効長は15両分ある。

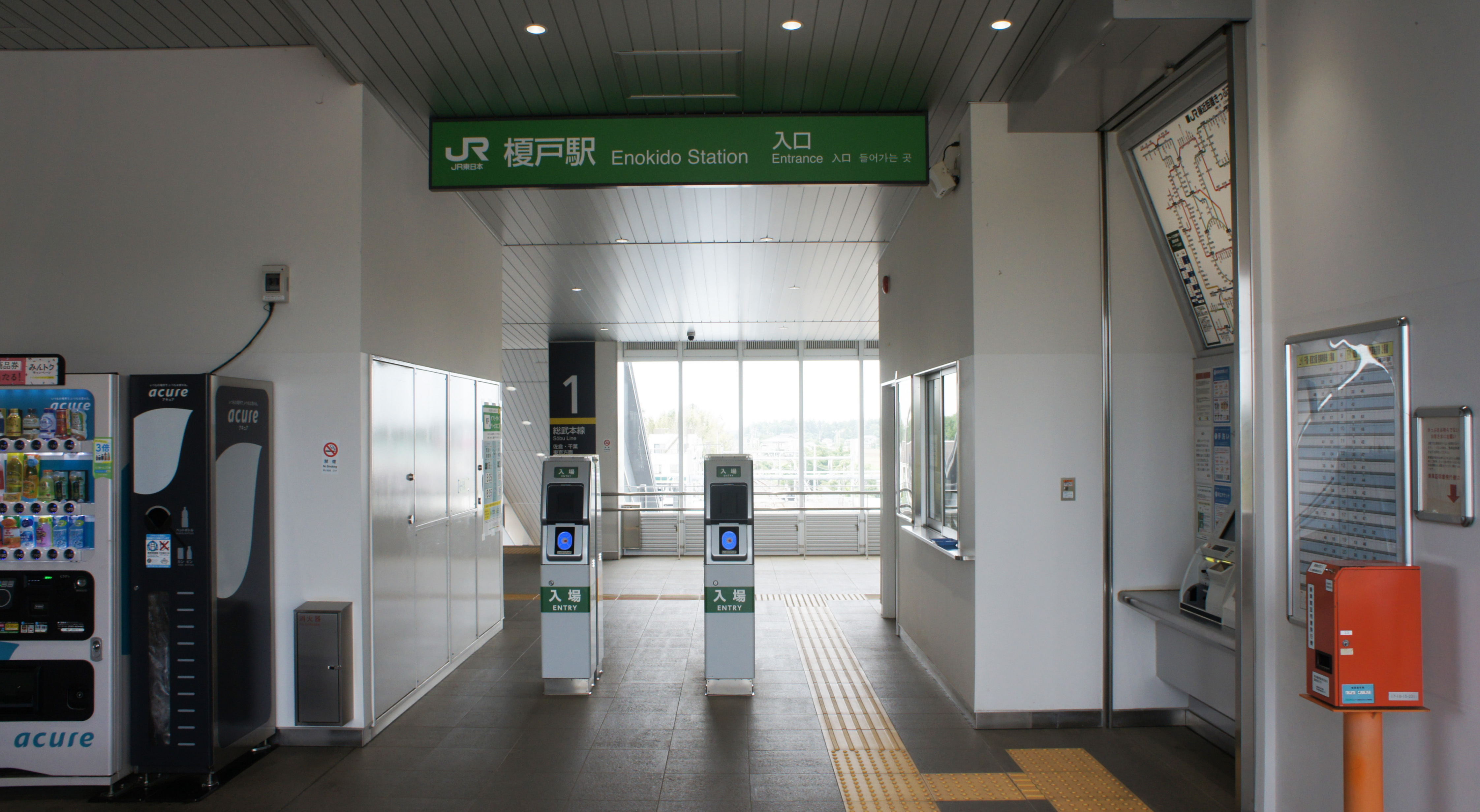
改札口（2021年5月）
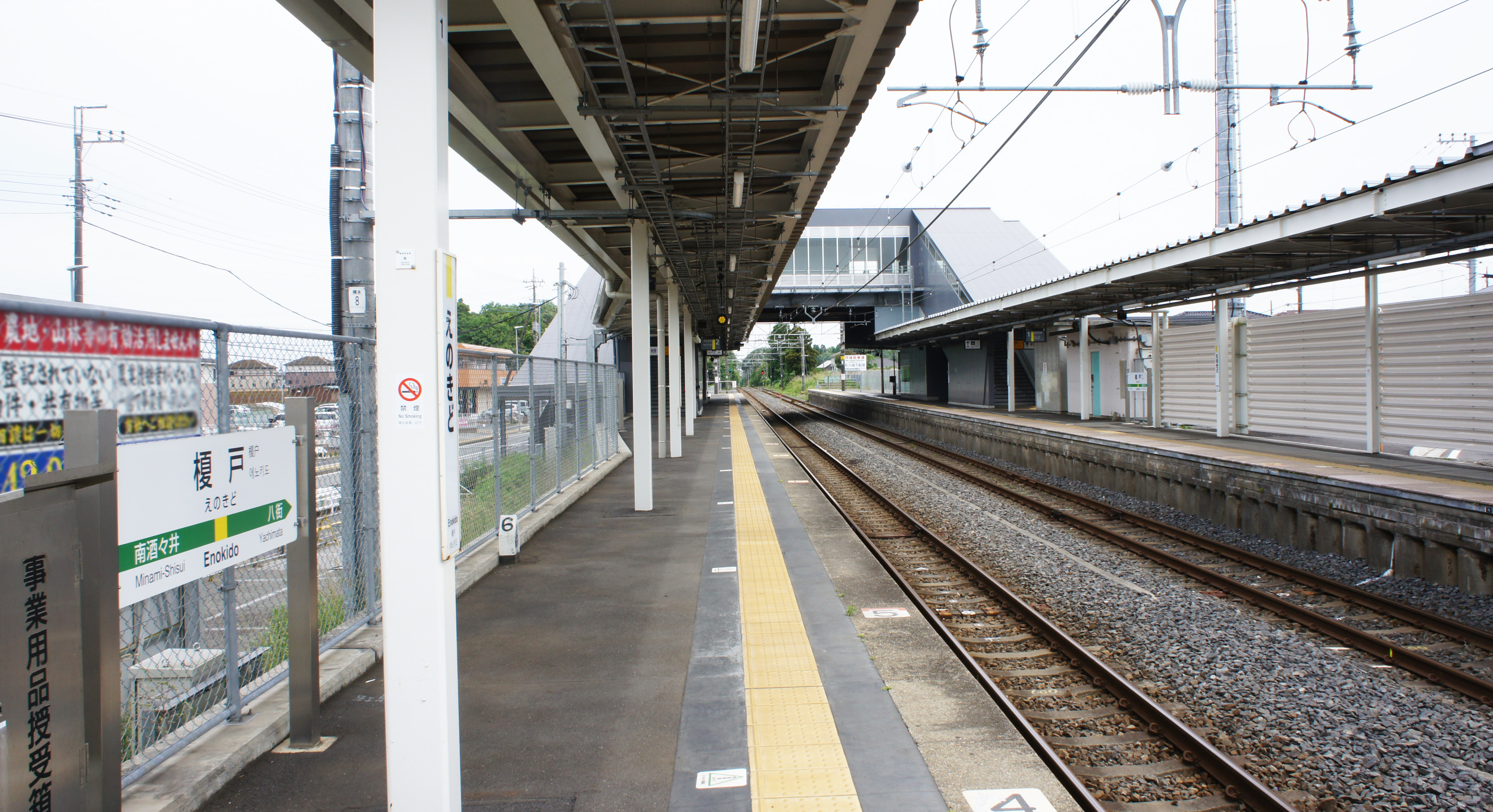
2番線ホーム（2021年5月）
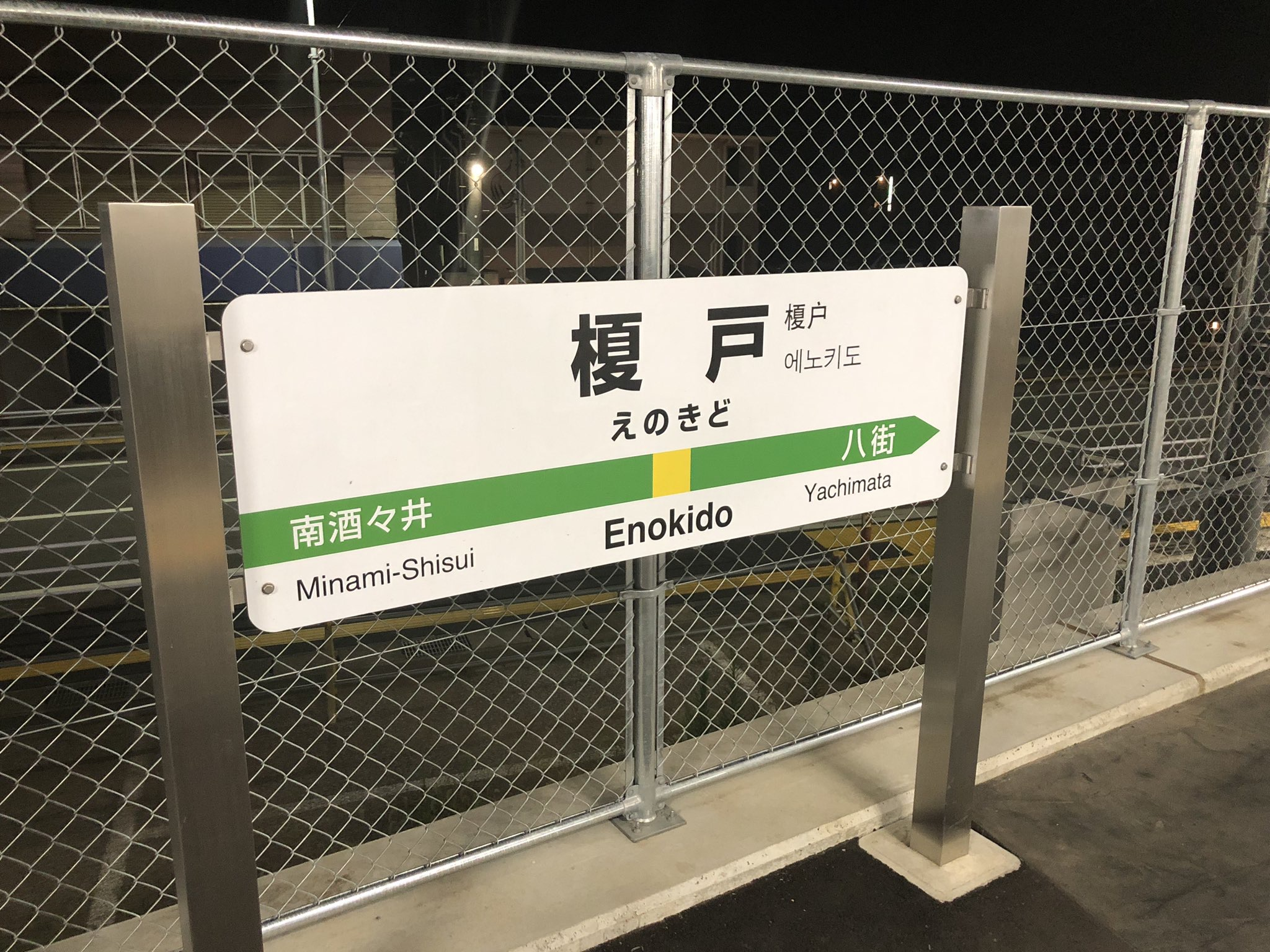
2番線駅名標（2019年10月）

## 利用状況
2023年（令和5年）度の1日平均乗車人員は1,689人である。
八街市の宅地化に伴い当駅の利用者も順当に増加したため、1997年（平成9年）に無人駅から業務委託駅へ変更となり、増加していたが、2001年頃をピークに、減少傾向となっている。
近年の1日平均乗車人員の推移は下記の通り。
| 年度               | 1日平均 乗車人員 | 出典     |
| ------------------ | ---------------- | -------- |
| 1990年（平成02年） | 1,398            | [ * 1 ]  |
| 1991年（平成03年） | 1,479            | [ * 2 ]  |
| 1992年（平成04年） | 1,764            | [ * 3 ]  |
| 1993年（平成05年） | 1,813            | [ * 4 ]  |
| 1994年（平成06年） | 1,941            | [ * 5 ]  |
| 1995年（平成07年） | 2,202            | [ * 6 ]  |
| 1996年（平成08年） | 2,312            | [ * 7 ]  |
| 1997年（平成09年） | 2,453            | [ * 8 ]  |
| 1998年（平成10年） | 2,630            | [ * 9 ]  |
| 1999年（平成11年） | 2,671            | [ * 10 ] |
| 2000年（平成12年） | 2,730            | [ * 11 ] |
| 2001年（平成13年） | 2,768            | [ * 12 ] |
| 2002年（平成14年） | 2,761            | [ * 13 ] |
| 2003年（平成15年） | 2,733            | [ * 14 ] |
| 2004年（平成16年） | 2,756            | [ * 15 ] |
| 2005年（平成17年） | 2,726            | [ * 16 ] |
| 2006年（平成18年） | 2,708            | [ * 17 ] |
| 2007年（平成19年） | 2,644            | [ * 18 ] |
| 2008年（平成20年） | 2,579            | [ * 19 ] |
| 2009年（平成21年） | 2,540            | [ * 20 ] |
| 2010年（平成22年） | 2,508            | [ * 21 ] |
| 2011年（平成23年） | 2,479            | [ * 22 ] |
| 2012年（平成24年） | 2,473            | [ * 23 ] |
| 2013年（平成25年） | 2,442            | [ * 24 ] |
| 2014年（平成26年） | 2,362            | [ * 25 ] |
| 2015年（平成27年） | 2,326            | [ * 26 ] |
| 2016年（平成28年） | 2,175            | [ * 27 ] |
| 2017年（平成29年） | 2,120            | [ * 28 ] |
| 2018年（平成30年） | 2,083            | [ * 29 ] |
| 2019年（令和元年） | 1,998            | [ * 30 ] |
| 2020年（令和02年） | 1,489            |          |
| 2021年（令和03年） | 1,533            |          |
| 2022年（令和04年） | 1,632            |          |
| 2023年（令和05年） | 1,689            |          |

## 駅周辺
駅周辺は住宅地が広がっている。
- 榎戸駅前郵便局
- 千葉県立八街高等学校
- 佐倉警察署榎戸交番
- 千葉県道76号成東酒々井線
- 八街市立北小学校
- 八街市ふれあいバス「榎戸駅西口」停留所・「榎戸駅東口」停留所

## 隣の駅
東日本旅客鉄道（JR東日本）
■総武本線
■快速
通過
■普通（各駅停車）
南酒々井駅 - 榎戸駅 - 八街駅

#### 広報資料・プレスリリースなど一次資料
1. ↑  “Suicaご利用可能エリアマップ（2001年11月18日当初）” (PDF).   東日本旅客鉄道. 2019年7月27日時点のオリジナルよりアーカイブ。2020年4月30日閲覧。

#### 利用状況に関する資料
1. ↑  千葉県統計年鑑 - 千葉県
2. ↑  八街市統計書 - 八街市

JR東日本の2000年度以降の乗車人員
1. 1 2 3  各駅の乗車人員（2022年度） - JR東日本
2. ↑  各駅の乗車人員（2000年度） - JR東日本
3. ↑  各駅の乗車人員（2001年度） - JR東日本
4. ↑  各駅の乗車人員（2002年度） - JR東日本
5. ↑  各駅の乗車人員（2003年度） - JR東日本
6. ↑  各駅の乗車人員（2004年度） - JR東日本
7. ↑  各駅の乗車人員（2005年度） - JR東日本
8. ↑  各駅の乗車人員（2006年度） - JR東日本
9. ↑  各駅の乗車人員（2007年度） - JR東日本
10. ↑  各駅の乗車人員（2008年度） - JR東日本
11. ↑  各駅の乗車人員（2009年度） - JR東日本
12. ↑  各駅の乗車人員（2010年度） - JR東日本
13. ↑  各駅の乗車人員（2011年度） - JR東日本
14. ↑  各駅の乗車人員（2012年度） - JR東日本
15. ↑  各駅の乗車人員（2013年度） - JR東日本
16. ↑  各駅の乗車人員（2014年度） - JR東日本
17. ↑  各駅の乗車人員（2015年度） - JR東日本
18. ↑  各駅の乗車人員（2016年度） - JR東日本
19. ↑  各駅の乗車人員（2017年度） - JR東日本
20. ↑  各駅の乗車人員（2018年度） - JR東日本
21. ↑  各駅の乗車人員（2019年度） - JR東日本
22. ↑  各駅の乗車人員（2020年度） - JR東日本
23. ↑  各駅の乗車人員（2021年度） - JR東日本
24. ↑  各駅の乗車人員（2022年度） - JR東日本

千葉県統計年鑑
1. ↑  千葉県統計年鑑（平成3年）
2. ↑  千葉県統計年鑑（平成4年）
3. ↑  千葉県統計年鑑（平成5年）
4. ↑  千葉県統計年鑑（平成6年）
5. ↑  千葉県統計年鑑（平成7年）
6. ↑  千葉県統計年鑑（平成8年）
7. ↑  千葉県統計年鑑（平成9年）
8. ↑  千葉県統計年鑑（平成10年）
9. ↑  千葉県統計年鑑（平成11年）
10. ↑  千葉県統計年鑑（平成12年）
11. ↑  千葉県統計年鑑（平成13年）
12. ↑  千葉県統計年鑑（平成14年）
13. ↑  千葉県統計年鑑（平成15年）
14. ↑  千葉県統計年鑑（平成16年）
15. ↑  千葉県統計年鑑（平成17年）
16. ↑  千葉県統計年鑑（平成18年）
17. ↑  千葉県統計年鑑（平成19年）
18. ↑  千葉県統計年鑑（平成20年）
19. ↑  千葉県統計年鑑（平成21年）
20. ↑  千葉県統計年鑑（平成22年）
21. ↑  千葉県統計年鑑（平成23年）
22. ↑  千葉県統計年鑑（平成24年）
23. ↑  千葉県統計年鑑（平成25年）
24. ↑  千葉県統計年鑑（平成26年）
25. ↑  千葉県統計年鑑（平成27年）
26. ↑  千葉県統計年鑑（平成28年）
27. ↑  千葉県統計年鑑（平成29年）
28. ↑  千葉県統計年鑑（平成30年）
29. ↑  千葉県統計年鑑（令和元年）
30. ↑  千葉県統計年鑑（令和2年）